# مايا جين كولز
مايا جين كولز (بالإنجليزية: Maya Jane Coles)‏ هي موسيقية ودي جيه ومنتجة أسطوانات ومهندسة الصوت بريطانية، ولدت في القرن العشرين في لندن في المملكة المتحدة.

## وصلات خارجية
- الموقع الرسمي
- مايا جين كولز على موقع ميوزك برينز (الإنجليزية)
- مايا جين كولز على موقع أول ميوزيك (الإنجليزية)
- مايا جين كولز على موقع ديسكوغز (الإنجليزية)